# Banquet
Banquet is een nummer van de Britse indierockband Bloc Party uit 2005. Het is de derde single van hun debuutalbum Silent Alarm.

## Achtergrondinformatie
"Banquet" gaat over het tienerleven en volwassen worden. Ook bevat het regels die met seks te maken hebben. Eén van de meest opvallende onderdelen van het nummer is het gitaarspel tussen frontman Kele Okereke en leadgitarist Russell Lissack, dat gedurende een groot deel van het nummer te horen is. Okereke liet zich voor het nummer inspireren door het Pixies-album Doolittle, en dan vooral door de track I Bleed. Ook liet Okereke zich inspireren door Prince Charming van Adam and the Ants.
Het nummer bereikte alleen op de Britse eilanden de hitlijsten en was goed voor een 13e positie in het Verenigd Koninkrijk. Desondanks geniet "Banquet" ook in de rest van Europa veel bekendheid en wordt het tot op de dag van vandaag nog regelmatig gedraaid. Het Britse muziektijdschrift NME plaatste het nummer op de 31e positie in hun lijst van 100 tracks van de jaren 2000, en in 2011 plaatste datzelfde tijdschrift de plaat op nummer 20 op hun lijst van "150 Best Tracks of the Past 15 Years". Erkenning kreeg het nummer ook van het Australische radiostation Triple J, dat het nummer rangschikte op plaats 54 in hun "Hottest 100 of All Time".

## Tracklijst
- Cd-single

1. "Banquet"
2. "Compliments" (Peel Session) [produced by Miti Adhikari]
3. "Banquet" (Another Version by The Glimmers)

- 7"

1. "Banquet"
2. "Tulips" (Peel Session)